# Южний Михайло Михайлович
Миха́йло Миха́йлович Ю́жний (рос. Михаил Михайлович Южный, нар. 25 червня 1982, Москва, Росія) — колишній російський тенісист. Найвищу одиночну позицію світового рейтингу — 8 місце досяг 28 січня 2008, парну — 38 місце — 11 квітня 2011 року. Здобув 10 одиночних та 9 парних титулів. Завершив кар'єру 2018 року.
Южний один із небагатьох гравців, яким вдавалося досягати принаймні чвертьфіналу всіх чотирьох турнірів Великого шолома. Найкращим його успіхом була гра в півфіналі Відкритих чемпіонатів США 2006 та 2010 років.
В Южного унікальний бекгенд, здебільшого одноручний, але іноді він супроводжує удар лівою рукою, і, як наслідок, виходить напівдворучний бекгенд. Михайло намагається бити з обох сторін ще тоді, коли м'яч підіймається, досягаючи плоскішої траєкторії. У гравця добре відчуття корту, він часто використовує вкорочені удари.
Южний любить розважати глядачів, часто після влучних ударів «віддає честь», тримаючи ракетку над головою. Він любить виписувати ракеткою слова на ґрунтових кортах.

## Загальна статистика

### Досягнення
| W | Ф | ПФ | ЧФ | #Р | КТ | К# | DNQ | A | NH |

#### Одиночний розряд
| Турнір                                 | 2000 | 2001 | 2002 | 2003 | 2004 | 2005 | 2006 | 2007 | 2008 | 2009 | 2010 | 2011 | 2012 | 2013 | 2014 | 2015 | 2016 | 2017 | 2018 | В-П    | % виграшів |
| -------------------------------------- | ---- | ---- | ---- | ---- | ---- | ---- | ---- | ---- | ---- | ---- | ---- | ---- | ---- | ---- | ---- | ---- | ---- | ---- | ---- | ------ | ---------- |
| Турніри Великого шлему                 |      |      |      |      |      |      |      |      |      |      |      |      |      |      |      |      |      |      |      |        |            |
| Відкритий чемпіонат Австралії з тенісу |      | 3р   | 3р   | 4р   | 1р   | 2р   | 1р   | 3р   | ЧФ   | 1р   | 3р   | 3р   | 1р   | 2р   | 2р   | 1р   |      | 1р   | 1р   | 20–16  | 56%        |
| Відкритий чемпіонат Франції з тенісу   | К1р  | 1р   | 1р   | 2р   | 3р   | 2р   | 2р   | 4р   | 3р   | 2р   | ЧФ   | 3р   | 3р   | 4р   | 2р   | 1р   | 1р   | 1р   | 1р   | 23–18  | 56%        |
| Вімблдонський турнір                   |      | 4р   | 4р   | 2р   | 1р   | 4р   | 3р   | 4р   | 4р   | 1р   | 2р   | 4р   | ЧФ   | 4р   | 2р   | 1р   | 2р   | 2р   | 1р   | 32–18  | 64%        |
| Відкритий чемпіонат США з тенісу       |      | 3р   |      | 1р   | 3р   | 3р   | ПФ   | 2р   |      | 2р   | ПФ   | 1р   | 1р   | ЧФ   | 1р   | 2р   | 3р   | 2р   | 1р   | 26–16  | 62%        |
| В-П                                    | 0–0  | 7–4  | 5–3  | 5–4  | 4–4  | 7–4  | 8–4  | 9–4  | 9–3  | 2–4  | 12–3 | 7–4  | 6–4  | 11–4 | 3–4  | 1–4  | 2–3  | 2–4  | 0–4  | 101–68 | 59%        |
| Рейтинг на кінець року                 | 113  | 58   | 32   | 43   | 16   | 43   | 24   | 19   | 32   | 19   | 10   | 35   | 25   | 15   | 48   | 127  | 57   | 84   | 115  |        |            |

Нотатка:
На Відкритму чемпіонаті Австралії 2010 Южний знявся перед початком третього кола

#### Парний розряд
| Турнір                                 | 2002 | 2003 | 2004 | 2005 | 2006 | 2007 | 2008 | 2009 | 2010 | 2011 | 2012 | 2013 | 2014 | 2015 | 2016 | 2017 | 2018 | В-П   | % виграшів |
| -------------------------------------- | ---- | ---- | ---- | ---- | ---- | ---- | ---- | ---- | ---- | ---- | ---- | ---- | ---- | ---- | ---- | ---- | ---- | ----- | ---------- |
| Турніри Великого шлему                 |      |      |      |      |      |      |      |      |      |      |      |      |      |      |      |      |      |       |            |
| Відкритий чемпіонат Австралії з тенісу | 1р   | 1р   | 1р   | 1р   |      | 1р   | 1р   | 1р   | 1р   | 2р   | 1р   | 3р   | ЧФ   | 1р   |      | 1р   |      | 6–14  | 30%        |
| Відкритий чемпіонат Франції з тенісу   |      |      | 1р   | 2р   | 3р   |      |      |      | 2р   | 2р   | 1р   |      | 1р   | 2р   | 1р   | 1р   |      | 6–11  | 35%        |
| Вімблдонський турнір                   |      |      | 1р   |      | 1р   |      |      |      |      |      |      |      | 1р   | 1р   | 1р   |      |      | 0–5   | 0%         |
| Відкритий чемпіонат США з тенісу       |      | 1р   | 2р   | 3р   | ЧФ   |      |      |      | 3р   | 3р   | 2р   | 3р   | 1р   |      | 1р   | 1р   |      | 13–10 | 43%        |
| В-П                                    | 0–1  | 0–2  | 1–4  | 3–3  | 5–3  | 0–1  | 0–1  | 0–1  | 3–3  | 4–3  | 1–3  | 4–2  | 3–4  | 1–3  | 0–3  | 0–3  | 0–0  | 25–40 | 38%        |
| Рейтинг на кінець року                 | 223  | 169  | 125  | 47   | 68   | 95   | 65   | 122  | 69   | 60   | 121  | 74   | 72   | 379  | n/a  | 819  | 1025 |       |            |

## Фінали турнірів ATP

### Одиночний розряд: 21 (10 титулів, 11 поразок)
| Легенда                       |
| ----------------------------- |
| Турніри Великого шолома (0–0) |
| ATP World Tour Фінали (0–0)   |
| Тур ATP Мастерс 1000 (0–0)    |
| Тур ATP 500 (2–5)             |
| Тур ATP 250 (8–6)             |

| Титули за покриттям |
| ------------------- |
| Тверде (6–8)        |
| Ґрунт (3–2)         |
| Трава (0–1)         |
| Килим (1–0)         |

| Титули by setting |
| ----------------- |
| Outdoors (4–7)    |
| Indoors (6–4)     |

| Результат | Ранг | Дата             | Категорія   | Турнір                          | Покриття  | Опонент            | Рахунок                 |
| --------- | ---- | ---------------- | ----------- | ------------------------------- | --------- | ------------------ | ----------------------- |
| Перемога  | 1    | 15 липня 2002    | Тур ATP 250 | Stuttgart Open, Німеччина       | Ґрунт     | Гільєрмо Каньяс    | 6–3, 3–6, 3–6, 6–4, 6–4 |
| Поразка   | 1    | 28 жовтня 2002   | 250 series  | St. Petersburg Open, Росія      | Тверде(i) | Себастьян Грожан   | 5–7, 4–6                |
| Поразка   | 2    | 20 вересня 2004  | 250 series  | China Open, КНР                 | Тверде    | Марат Сафін        | 6–7(4–7), 5–7           |
| Перемога  | 2    | 25 жовтня 2004   | 250 series  | St. Petersburg Open, Росія      | Килим(i)  | Кароль Бек         | 6–2, 6–2                |
| Перемога  | 3    | 19 лютого 2007   | Тур ATP 500 | Rotterdam Open, Нідерланди      | Тверде(i) | Іван Любичич       | 6–2, 6–4                |
| Поразка   | 3    | 3 березня 2007   | 500 series  | Dubai Tennis Championships, ОАЕ | Тверде    | Роджер Федерер     | 4–6, 3–6                |
| Поразка   | 4    | 6 травня 2007    | 250 series  | BMW Open, Німеччина             | Ґрунт     | Філіпп Кольшрайбер | 6–2, 3–6, 4–6           |
| Перемога  | 4    | 6 січня 2008     | 250 series  | Chennai Open, Індія             | Тверде    | Рафаель Надаль     | 6–0, 6–1                |
| Поразка   | 5    | 10 травня 2009   | 250 series  | BMW Open, Німеччина             | Ґрунт     | Томаш Бердих       | 4–6, 6–4, 6–7(5–7)      |
| Поразка   | 6    | 11 жовтня 2009   | 500 series  | Japan Open (теніс), Японія      | Тверде    | Жо-Вілфрід Тсонга  | 3–6, 3–6                |
| Перемога  | 5    | 25 жовтня 2009   | 250 series  | Кубок Кремля, Росія             | Тверде(i) | Янко Типсаревич    | 6–7(5–7), 6–0, 6–4      |
| Поразка   | 7    | 8 листопада 2009 | 500 series  | Valencia Open, Іспанія          | Тверде(i) | Енді Маррей        | 3–6, 2–6                |
| Поразка   | 8    | 14 лютого 2010   | 500 series  | Rotterdam Open, Нідерланди      | Тверде(i) | Робін Содерлінг    | 4–6, 0–2, ret.          |
| Поразка   | 9    | 28 лютого 2010   | 500 series  | Dubai Tennis Championships, ОАЕ | Тверде    | Новак Джокович     | 5–7, 7–5, 3–6           |
| Перемога  | 6    | 9 травня 2010    | Тур ATP 250 | BMW Open, Німеччина             | Ґрунт     | Марин Чилич        | 6–3, 4–6, 6–4           |
| Перемога  | 7    | 3 жовтня 2010    | 250 series  | BMW Malaysian Open, Малайзія    | Тверде(i) | Андрій Голубєв     | 6–7(2–7), 6–2, 7–6(7–3) |
| Поразка   | 10   | 31 жовтня 2010   | 250 series  | St. Petersburg Open, Росія      | Тверде(i) | Михайло Кукушкін   | 3–6, 6–7(2–7)           |
| Перемога  | 8    | 5 лютого 2012    | 250 series  | Zagreb Indoors, Хорватія        | Тверде(i) | Лукаш Лацко        | 6–2, 6–3                |
| Поразка   | 11   | 16 червня 2013   | 250 series  | Halle Open, Німеччина           | Трава     | Роджер Федерер     | 7–6(7–5), 3–6, 4–6      |
| Перемога  | 9    | 28 липня 2013    | 250 series  | Swiss Open Gstaad, Швейцарія    | Ґрунт     | Робін Гаасе        | 6–3, 6–4                |
| Перемога  | 10   | 27 жовтня 2013   | 500 series  | Valencia Open, Іспанія          | Тверде(i) | Давид Феррер       | 6–3, 7–5                |

### Парний розряд: 12 (9 титулів, 3 поразки)
| Легенда                       |
| ----------------------------- |
| Турніри Великого шолома (0–0) |
| ATP World Tour Фінали (0–0)   |
| Тур ATP Мастерс 1000 (0–0)    |
| Тур ATP 500 (2–1)             |
| Тур ATP 250 (7–2)             |

| Титули за покриттям |
| ------------------- |
| Тверде (4–2)        |
| Ґрунт (1–1)         |
| Трава (3–0)         |
| Килим (1–0)         |

| Титули by setting |
| ----------------- |
| Outdoors (7–3)    |
| Indoors (2–0)     |

| Результат | Ранг | Дата            | Категорія   | Турнір                                      | Покриття  | Партнер            | Опоненти                      | Рахунок          |
| --------- | ---- | --------------- | ----------- | ------------------------------------------- | --------- | ------------------ | ----------------------------- | ---------------- |
| Поразка   | 1    | 9 січня 2005    | Тур ATP 250 | Qatar ExxonMobil Open, Катар                | Тверде    | Андрей Павел       | Альберт Коста Рафаель Надаль  | 3–6, 6–4, 3–6    |
| Поразка   | 2    | 18 вересня 2005 | Тур ATP 250 | China Open, КНР                             | Тверде    | Дмитро Турсунов    | Джастін Гімелстоб Натан Гілі  | 6–4, 3–6, 2–6    |
| Перемога  | 1    | 17 жовтня 2005  | Тур ATP 250 | Кубок Кремля, Росія                         | Килим(i)  | Максим Мирний      | Ігор Андрєєв Микола Давиденко | 6–1, 6–1         |
| Перемога  | 2    | 7 січня 2007    | Тур ATP 250 | Qatar ExxonMobil Open, Катар                | Тверде    | Ненад Зімоньїч     | Мартін Дамм Леандер Паес      | 6–1, 7–6(7–3)    |
| Перемога  | 3    | 6 травня 2007   | Тур ATP 250 | BMW Open, Німеччина                         | Ґрунт     | Філіпп Кольшрайбер | Ян Гаєк \| Ярослав Левинський | 6–1, 6–4         |
| Поразка   | 3    | 24 лютого 2008  | Тур ATP 500 | Rotterdam Open, Нідерланди                  | Ґрунт     | Філіпп Кольшрайбер | Томаш Бердих Дмитро Турсунов  | 5–7, 6–3, [7–10] |
| Перемога  | 4    | 15 червня 2008  | Тур ATP 250 | Halle Open, Німеччина                       | Трава     | Міша Зверєв        | Лукаш Длоуги Леандер Паес     | 3–6, 6–4, [10–3] |
| Перемога  | 5    | 5 жовтня 2008   | 500 series  | Japan Open, Японія                          | Тверде    | Міша Зверєв        | Лукаш Длоуги Леандер Паес     | 6–3, 6–4         |
| Перемога  | 6    | 14 червня 2009  | 250 series  | Queen's Club Championships, Велика Британія | Трава     | Веслі Муді         | Марсело Мело Андре Са         | 6–4, 4–6, [10–6] |
| Перемога  | 7    | 13 червня 2010  | 250 series  | Halle Open, Німеччина                       | Трава     | Сергій Стаховський | Мартін Дамм Філіп Полашек     | 4–6, 7–5, [10–7] |
| Перемога  | 8    | 26 лютого 2011  | 500 series  | Dubai Tennis Championships, ОАЕ             | Тверде    | Сергій Стаховський | Жеремі Шарді Фелісіано Лопес  | 4–6, 6–3, [10–3] |
| Перемога  | 9    | 5 лютого 2012   | Тур ATP 250 | Zagreb Indoors, Хорватія                    | Тверде(i) | Маркос Багдатіс    | Іван Додіг Мате Павич         | 6–2, 6–2         |

## Виноски
1. ↑  Sobkin Boris Lvovich. smsport.ru (рос.). Contemporary Sports Museum. Процитовано 18 вересня 2021.
2. ↑  India Info Sports. Архів оригіналу за 8 квітня 2008. Процитовано 4 березня 2007. [Архівовано 2008-04-08 у Wayback Machine.]